# Polycentropus joergenseni
Polycentropus joergenseni là một loài Trichoptera thuộc họ Polycentropodidae. Chúng phân bố ở vùng Tân nhiệt đới.